# ريوييا تانيجوتشي
ريوييا تانيجوتشي (باليابانية: 谷口 遼弥) (مواليد 31 أغسطس 1999) هو لاعب كرة قدم ياباني.

## وصلات خارجية
- ريوييا تانيجوتشي على موقع رابطة كرة القدم اليابانية للمحترفين (اليابانية)
- ريوييا تانيجوتشي على موقع قاعدة بيانات كرة القدم.إي يو (الإنجليزية)
- ريوييا تانيجوتشي على موقع Soccerway.com (الإنجليزية)
- ريوييا تانيجوتشي على موقع عالم كرة القدم.نت (الإنجليزية)